# Pierre de la Broce
Pierre de la Broce, conosciuto anche come Pierre de la Brosse (1230 – Parigi, 30 giugno 1278), fu Lord Ciambellano durante la prima parte del regno di Filippo III l'Ardito. Alle vicende che determinarono la sua morte Dante Alighieri dedicò alcuni versi nel suo Purgatorio.

## Biografia
De la Broce era signore di Turenna e fu un consigliere alla corte di re Luigi IX di Francia, il quale gli ordinò di essere un mentore per suo figlio Filippo, futuro Filippo III. Accumulò una notevole fortuna, grazie alla generosità del re il quale gli affidò numerosi feudi, come quello di Langeais, in Turenna.
Questa notevole influenza nella politica e nella società di allora suscitò l'invidia di molti membri della nobiltà. Inoltre, l'ascesa al trono della nuova regina Maria di Brabante indebolì la sua influenza in favore di quest'ultima. Imprudentemente, si lasciò tentare di screditare il re, sostenendo il suo coinvolgimento nella morte del suo primogenito Louis. La regina, alla quale il re era molto affezionato, lo accusò di manipolazione. Imprigionato nel gennaio 1278, fu impiccato sulla forca di Montfaucon il 30 giugno dello stesso anno.